# Llucmajor
Llucmajor település Spanyolországban, a Baleár-szigeteken. Llucmajor a mallorcai város katalán és a hivatalos neve, spanyolul: Lluchmayor. Llucmajor Algaida, Palma de Mallorca, Montuïri, Porreres és Campos községekkel határos. Lakosainak száma 39 912 fő (2024).

## Népesség
A település népessége az elmúlt években az alábbi módon változott:
| Lakosok száma | 24 750 | 28 591 | 31 381 | 36 078 | 36 959 | 34 602 | 35 057 | 36 914 | 38 224 | 39 912 |
|               | 2001   | 2004   | 2006   | 2009   | 2011   | 2014   | 2016   | 2019   | 2021   | 2024   |